# 保祿六世
聖保祿六世（拉丁語：Sanctus Paulus PP. VI；1897年9月26日—1978年8月6日），本名若翰·巴蒂斯塔·恩里科·安東尼奧·瑪利亞·蒙蒂尼（義大利語：Giovanni Battista Enrico Antonio Maria Montini），1963年6月21日到1978年8月6日擔任教宗。

教宗聖保祿六世的教宗牧徽

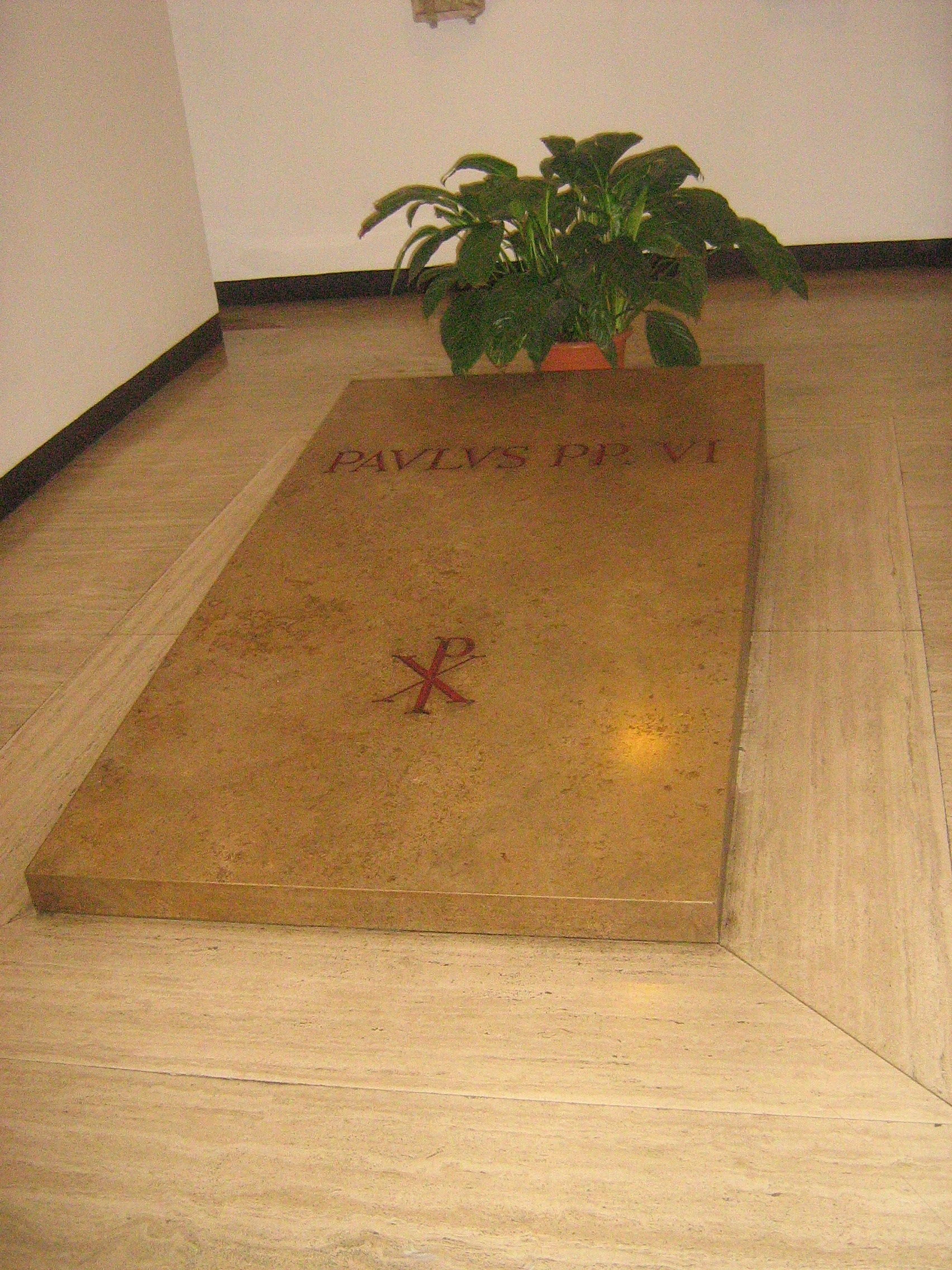
教宗聖保祿六世之墓 (封聖前)

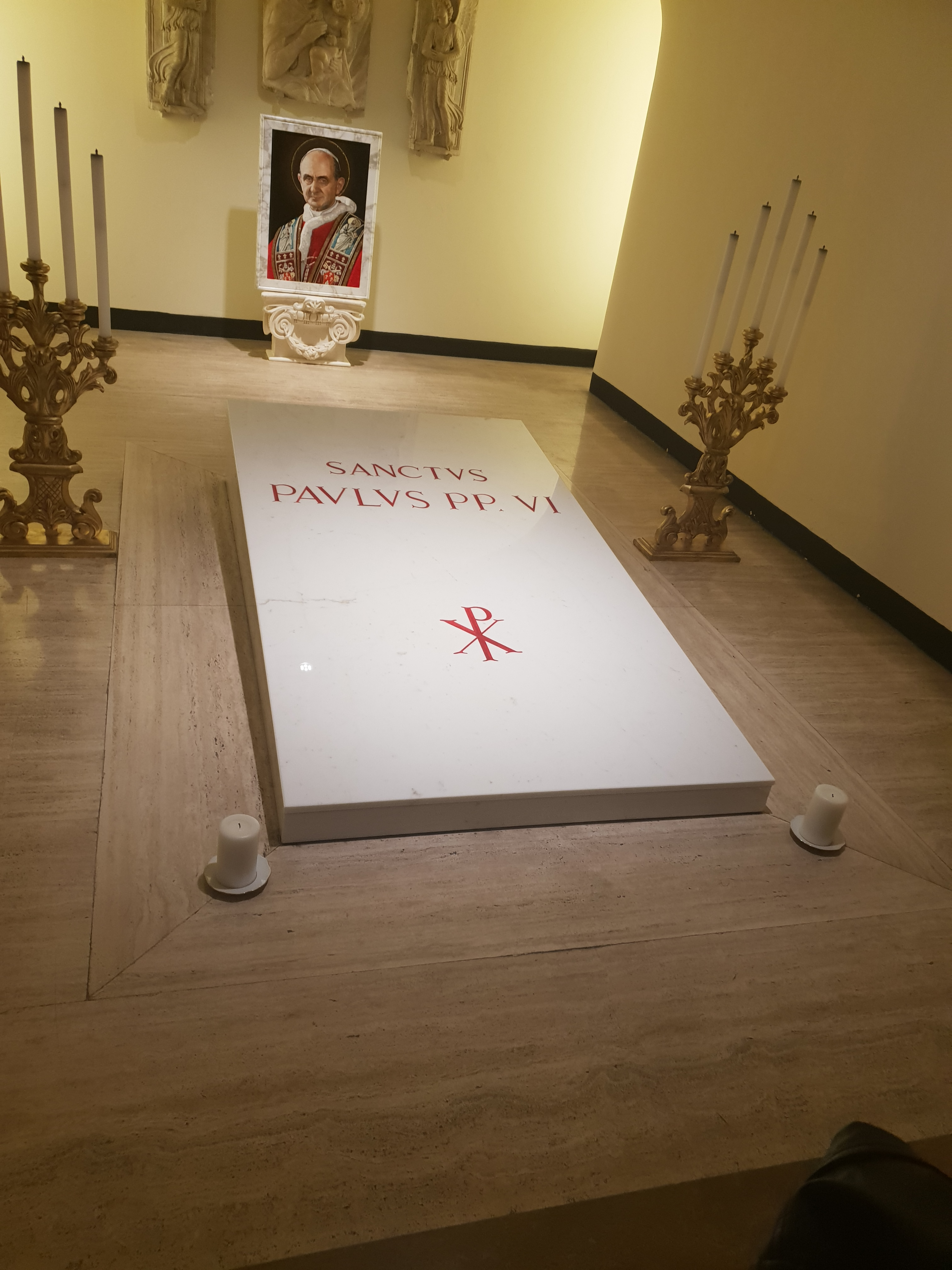
教宗聖保祿六世之墓 (封聖後)

## 生平

喬瓦尼·蒙蒂尼樞機時期牧徽

生于意大利布雷西亚，1920年晋铎。1923年至罗马教廷任职，被派往圣座驻华沙使馆工作。1933年任职于圣座国务院。1954年出任米兰总教区总主教。1958年晋升枢机。1963年6月当选教宗，教宗加冕礼于当月30日在梵蒂冈举行。
在长达15年的任期内，保禄六世积极参与国际事务，发挥了独特而广泛的作用，他推动基督信徒大公合一的对话，并开启了罗马教宗国际牧灵访问旅行的先例。教宗保禄六世继承若望二十三世的遗志，领导天主教会继续进行梵二大公会议并实践大公会议的指示。由於保禄六世親赴圣地朝圣、出訪肯尼亚和哥伦比亚以及作為首位在联合国发表谈话的教宗，因而成了一位世界性和国际性的人物。通过他的《耶稣的教会》通諭的教导，天主教会得以与世人对话，而他的《人类发展》通谕，探讨了世界上经济社会全球化的重大问题。这一系列的事，都令保禄六世在教宗任期中的行动具有特色，并成为榜样。
1964年1月5日與东正教普世牧首雅典纳哥拉在耶路撒冷見面，雙方互相解除了自1054年開始互相下達的絕罰。1973年5月10日，与到访梵蒂冈的亚历山大科普特正教会教宗欣诺达三世会面，后者是1500年来首位到访梵蒂冈的亚历山大教宗。双方在有关基督论的议题上签署了一份共同宣言并同意继续深入交流。
保禄六世在1970年12月4日短暫訪問香港，並立即在政府大球場主持彌撒，他是迄今为止惟一一位訪問過香港的教宗。位於香港的中學保祿六世書院，即以保祿六世命名。
1978年8月6日下午，保禄六世因心脏病发作在甘多尔福堡夏宫去世，享年80岁。100多个国家的代表出席了他的葬礼。
梵蒂岡第二屆大公會議於保祿六世任內结束。

## 封聖
2018年3月7日，梵蒂岡宣布教宗方濟各已確認保祿六世的第二項神蹟，達到可獲封聖的門檻。5月20日，教宗方濟各宣佈將保祿六世冊封為聖人。10月14日，在梵蒂岡聖伯多祿廣場舉行封聖禮，由教宗方濟各主持。

## 譯名列表
- 保祿六世：天主教香港教區禮儀委員會：禧年專頁（页面存档备份，存于）、香港天主教教區檔案　歷任教宗、《大英簡明百科知識庫》2005年版[永久]作保祿。
- 保罗六世：《世界人名翻譯大辭典》1993年版作保羅。

## 传记
- Adam, A, , Freiburg: Herder, 1985.
- Alnor, William M. . 1989.
- Duffy, Eamon. . Yale University Press. 1997..
- Ernesti, Jörg. . Freiburg im Breisgau: Herder. 2012. ISBN 978-3-45-130703-4..
- Fappani, Antonio; Molinari, Franco; Montini, Giovanni Battista,  [John, inedit documents and testimonies], Turino: Maretti, 1979.
- Franzen, August, , Freiburg: Herder, 1988 （德语）, quoted as Franzen.
- ———, , Herder: Freiburg, 1991 （德语）, quoted as Franzen, Kirchengeschichte
- Gonzalez, JL; Perez, T, , Paulist Press, 1964
- Graham, , Brescia, 7 November 1983.
- Guitton, Jean.  [Dialogues with Paul VI]. Wien: Molden. 1967..
- Hebblethwaite, Peter. . Paulist Press. 1993. ISBN 0-8091-0461-X..
- Lazzarini, Andrea.  [Paul IV: profile of Montini]. Roma, IT: Casa Editrice Herder. 1964. quoted from , Freiburg: Herder, 1964 （德语）.
- Malachi Martin. . New York: Farrar, Straus & Giroux. 1972. ISBN 0-374-27675-7..
- ———, , New York: Putnam, 1981.
- Pallenberg, Corrado, , Michigan University (Hawthorn Books), 1960: 273  [2014-05-13], （原始内容存档于2014-01-02）.
- Rahman, Tahir. . Leathers. 2007. ISBN 978-1-58597-441-2.